# Tercera Batalla de Cholet (1794)

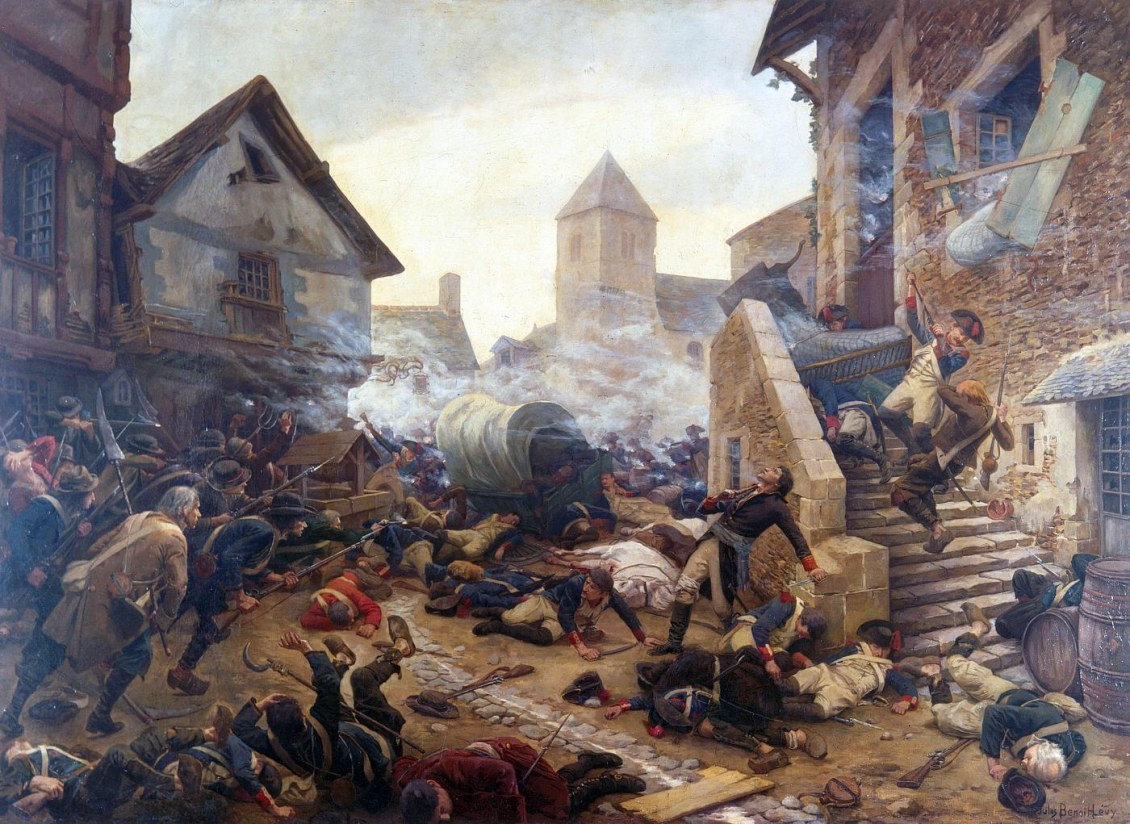
La mort del general Moulin a la batalla de Cholet, 1794, oli sobre tela de Jules Benoit-Lévy, 1900, Museu d'Art i Història de Cholet.

Tercera Batalla de Cholet (Aquesta batalla va tenir lloc el 8 de febrer de 1794 durant la Revolta de La Vendée. Els combats van ser inicialment favorables als Vendéans, que van capturar la ciutat de Cholet durant unes hores, abans de ser expulsats per l'arribada de reforços republicans.

## Preludi
Des del gener de 1794, les columnes infernals del general Turreau han assolat el territori insurgent i han intentat reduir les darreres forces de Vendée. No obstant això, l'1 de febrer de 1794, les tropes republicanes dels generals Cordellier i Crouzat van patir una primera derrota a la batalla de Gesté, contra les forces de Stofflet, que s'apoderaven de Beaupréau, després de Chemillé el 6 de febrer i de Vihiers el 7, xocant-se en els seus camí les minses guarnicions republicanes. Tot seguit Stofflet va reunir les seves forces a Maulévrier i Nuaillé, amb l'objectiu d'atacar la ciutat de Cholet.
Cholet està ocupada des del 29 de gener per les tropes del general de brigada Jean-Baptiste Moulin, que van ser reforçades el 4 de febrer per les columnes dels generals François Pierre Amey i Jean Alexandre Caffin.

Per la seva banda, després de la seva derrota a Gesté, el general Cordellier va guanyar Tiffauges el 6 de febrer, arrasant tot al seu pas. El mateix dia, va escriure a Turreau:
Vaig executar puntualment la teva ordre de depurar, amb espasa i foc, tots els llocs que vaig trobar al meu recorregut. Perquè, independentment de si tot està cremant, he passat per darrere de la bardissa uns 600 individus d'ambdós sexes.
 Dos dies més tard, va anunciar que havia calat foc a la ciutat de Landes-Genusson i «afusellava a tots els homes, dones i nens que hi quedaven».

El 4 de febrer, després de la presa de Beaupréau pels Vendéans, Moulin va escriure a Turreau per advertir-lo de la insuficiència de les seves forces. Aleshores Turreau va respondre que Cordellier i Crouzat li donarien suport en cas d'atac contra Cholet. Moulin va respondre el 6 de febrer:
No sé on són... Els bandolers són més forts del que ens pensem; m'envolten per totes bandes... Van atacar un lloc avançat de nit... Sentim un tret força agut des del costat de Gesté... No m'envien les municions demanades a Saumur; la meitat dels soldats només tenen set o vuit cartutxos.»

## Forces presents
Després de la mort d'Henri de La Rochejaquelein, mort durant una escaramuza a Nuaillé el 28 de gener, l'exèrcit d'Anjou va passar sota el comandament de Jean-Nicolas Stofflet, amb La Ville de Baugé, La Bouëre i per Bruc. Aleshores era entre 4.0004 i 7.0005 homes forts segons les estimacions. En un informe adreçat al ministre de la Guerra, el general Turreau va elevar a 4.000 el nombre de Vendéans, entre ells diversos desarmats. A les seves memòries, l'oficial reialista Bertrand Poirier de Beauvais també esmenta almenys 4.000 homes, potser més.
Pel costat republicà, el general Turreau afirma en el seu informe al Comitè de Seguretat Pública que la matinada del 8 de febrer, 5.000 homes estaven estacionats a Cholet a les ordres del general Jean-Baptiste Moulin i que 2.000 més estaven presents a Tiffauges, ubicats. 15 quilòmetres a l'oest de Cholet — sota les ordres del general Étienne Cordellier. El 1995, els historiadors Nicolas Delahaye i Pierre-Marie Gaborit van estimar en 3.000 el nombre d'homes comandats per Moulin, Amey i Caffin1. Charles-Louis Chassin, per la seva banda, augmenta la força de la columna de Cordellier i Crouzat fins a 3.000.

## Desenvolupament
Un primer informe sobre l'evolució dels combats va ser enviat el 9 de febrer pel comandant Poché a Louis-Marie Turreau, el general en cap de l'exèrcit d'Occident, que es trobava aleshores a Nantes. {nota, A 1}. L'endemà, aquest es va dirigir al seu informe propi al Comitè de Seguretat Pública. {nota, A 2}. Pel costat de la Vendée, també es deixa un relat de la batalla a la memòria de l'oficial d'artilleria Bertrand Poirier de Beauvais {nota, A 3} i a les del cap de divisió Louis Monnier. {nota, A 4}
El matí del 8 de febrer, els Vendéans van marxar cap a Cholet, les seves forces dividides en tres columnes. Segons Bertrand Poirier de Beauvais, les forces de Moulin es van desplegar a les 4 del matí fora de la ciutat. La batalla va començar a les 10 a.m.16. Tres canons republicans disparats amb bala de canó i metralla. Tenint massa poca pólvora per respondre amb la seva pròpia artilleria, els Vendeans van avançar llavors sobre les posicions que ocupaven els patriotes.

Els republicans van cedir ràpidament al pànic i van fugir. Segons l'informe del comandant Poché:
El terror de pànic es va apoderar dels nostres soldats i la derrota va començar tan aviat com l'acció. Amenaces, oracions, tot era inútil.
 El general Jean-Baptiste Moulin va intentar, sense èxit, reunir els seus homes, però només va poder reunir uns quants soldats per enfrontar-se als Vendéans i protegir la retirada. Assaltat en un carrer, ferit per dues bales, Moulin se suïcida amb un tret de pistola per evitar ser capturat. Diversos dels seus oficials també van morir o foren ferits.

Els Vendéens van entrar llavors a la ciutat de Cholet. Segons Poirier de Beauvais:
Vam lluitar ferotgement als carrers i a través de les finestres, i els republicans encara estaven obligats a buscar la seva seguretat en fugida
. Aleshores, els Vendéans van perseguir els fugitius en diferents direccions: a la carretera de maig al nord, la de Nantes al nord-oest, la de Tiffauges a l'oest i la de Mortagne, al sud.
No obstant això, a la carretera de Tiffauges, aviat va aparèixer el general republicà Cordellier amb la seva columna i va capgirar la situació. S'hi va unir de passada el general Caffin que intentava congregar els fugitius a la carretera de Nantes.
Escampats en la persecució, els Vendéans es van quedar sorpresos i al seu torn van cedir al pànic. Cholet fou així recobrat pels republicans, després de romandre només una o dues hores en mans dels vendens.

A les seves memòries, l'oficial de Vendée Bertrand Poirier de Beauvais afirma que, acompanyat de La Bouëre, va aconseguir reunir 4.000 soldats a un quart de lloc de Cholet, però que
l'aparició dels hússars, que la caiguda del dia els va fer creure que eren més nombrosos, van tornar a llençar la por al cap, i tothom va continuar fugint.
 A continuació, informa que la jove comtessa de Bruc destaca per la seva valentia "heroica" i aconsegueix reunir els Vendéans per segona vegada, però en va:
Una força superior sembla dominar-los i anul·lar aquesta gosadia, que tantes vegades van tenir, donada una prova sorprenent... tornen a fugir.
 L'exèrcit de Vendée només va aturar el seu vol a Chemillé.

## Pèrdues
No es coneixen les pèrdues en combat. Els republicans deploren la mort del general Moulin, el cos del qual està enterrat als peus de l'arbre de la llibertat. El general Caffin va resultar ferit en els moments finals del combat. En el seu informe, el general Turreau afirma que els Vendéans van patir pèrdues molt greus i que hi va haver «una carnisseria tan gran» d'«aquests canalles, que no podíem comptar el nombre de morts».

Tanmateix, per a Bertrand Poirier de Beauvais, les pèrdues de Vendée van ser molt inferiors a les dels republicans, perquè Cordellier, segons ell, «no va experimentar cap altra pèrdua que la d'uns pocs endarrerits». D'altra banda, informa de nombroses morts entre els republicans:
Les cases i fins i tot els jardins de Cholet estaven plens de morts, però eren republicans. […] El carrer que baixava a l'hospital estava cobert de morts, i innombrables de la nostra gent em van assegurar que hi havia un lloc, en aquest carrer, on els cadàvers dels republicans eren tan nombrosos i tan concorreguts. que n'hi havia entre ells que estaven dempeus, recolzats pels altres.
Segons el comandant Poché, els Vendéans no van entrar a les cases i no van saquejar res, havent estat evacuats els efectes de la República per la carretera de Nantes.

El 21 de febrer de 1794, davant la Convenció Nacional, el representant en missió Jean-Baptiste Carrier, present a Nantes en el moment de la batalla, també afirmava que es van cometre massacres a Cholet per dones i nens contra els presoners republicans:
T'hem parlat de les dones de Vendée. Aquestes dones, ciutadans, són tots uns monstres. El dia que els bandolers van entrar a Cholet, des d'on Cordellier els va perseguir dues hores després, les dones, creient que els rebels seguirien sent amos d'aquesta ciutat, van massacrar sense pietat els nostres germans d'armes que hi eren presoners i tots els patriotes coneguts.»
L'oficial de Vendée Bertrand Poirier de Beauvais esmenta aquestes acusacions a les seves memòries:
Sé que no sempre hem admès a la Convenció el que els seus exèrcits van perdre en les batalles. Per explicar el nombre d'aquells que van sucumbir, es deia que havien estat assassinats a traïció per les dones, que les van fer morir torturades, demanant l'ajuda dels seus fills quan tenien forces. Va ser en el doble projecte de fer passar les derrotes com a victòries, d'incitar i justificar els assassinats incalculables dels quals he parlat tantes vegades, però que no puc repetir massa sovint per inspirar tant horror, que mai els podrem veure renéixer en cap part de França, o fins i tot a un altre lloc, si fos possible.»

## Suites
Després de la batalla, el general Jean-Baptiste Huché va arribar amb 1.460 homes per ocupar la ciutat per ordre de Turreau. El 15 de febrer, Huché va ser nomenat comandant de la plaça de Cholet, amb Lusignan com a adjunt.

Ansiós de cobrir-se, Turreau, en el seu informe al Comitè de Seguretat Pública, demanava l'evacuació i la destrucció de la població de Cholet, que considerava difícil de defensar:
L'interès públic exigeix, representants dels ciutadans, que la Convenció Nacional decreti immediatament que Cholet, malgrat el patriotisme dels seus habitants, no quedarà exempt del foc general. Aquest missatge és tan dolent que no es pot respondre, fins i tot amb forces superiors a les de l'enemic... Mortagne, en una posició afortunada, es convertirà en el punt central de les operacions a Vendée. No calculo els interessos particulars perjudicats per aquesta mesura, la república està en condicions de compensar els patriotes per la pèrdua de les seves propietats... Repeteixo, mentre existeixi Cholet, serà l'escenari de les incursions de la rebels i la tomba dels nostres soldats... Quants no haurien mort recentment sense l'ordre que la prudència em va instar a donar a la columna de Cordellier?»